# Opisthoscelis mammularis
Opisthoscelis mammularis är en insektsart som beskrevs av Walter Wilson Froggatt 1894. Opisthoscelis mammularis ingår i släktet Opisthoscelis och familjen filtsköldlöss. Inga underarter finns listade i Catalogue of Life.